# Santa Ana (kommun i Honduras, Departamento de Francisco Morazán, lat 13,94, long -87,21)
Santa Ana är en kommun i Honduras.   Den ligger i departementet Departamento de Francisco Morazán, i den sydvästra delen av landet, 16 km söder om huvudstaden Tegucigalpa. Antalet invånare är 8 549. Arean är 66 kvadratkilometer.
Terrängen i Santa Ana är huvudsakligen kuperad, men den allra närmaste omgivningen är platt.